# Romford
Romford est une ville de la banlieue nord-est de Londres, en Angleterre, et le chef-lieu administratif du borough londonien de Havering.

## Géographie
Elle est située à 22,7 km au nord-est de Charing Cross et est l'un des onze centres métropolitains identifiés par le plan londonien. Historiquement, Romford est un bourg du comté d'Essex et a été le centre administratif de la Royal Liberty of Havering jusqu'à sa dissolution en 1892.

## Histoire
Havering-atte-Bower est le nom d'un village au nord de Romford où saint Édouard le Confesseur avait un de ses palais, ainsi deux des églises paroissiales de Romford, l'une anglicane, l'autre catholique, lui sont dédiées.

### Le palais royal d'Havering
Ce palais s'appelait Havering Palais et était l'une des nombreuses résidences royales en Angleterre. Il était situé dans le village de Havering-atte-Bower dans ce qui est maintenant l'arrondissement de Londres de Havering.
Il occupait la même zone que l'ancienne paroisse de Hornchurch qui était divisée en trois chapelleries, à savoir Havering, Hornchurch et Romford. C'était certainement un manoir Royal par conquête normande quand il est passé à Guillaume le Conquérant alors qu'il appartenait au comte Harold, qui le tenait comme nous l'avons dit d'Édouard le Confesseur. Le palais avait également la zone de la liberté Royale of havering[pas clair].
Romford était une ville marchande au centre de la liberté.[pas clair] Le sud de Romford étant le village de Hornchurch.
Le palais a été accordé à la reine Éléonore de Provence par son époux Henri III, par la suite il a appartenu aux reines consorts ou douairières jusqu'à la mort de Jeanne Seymour en 1537. La maison (alors appelée Maison Havering) a été occupée par le comte de Lindsey. Elle est devenue vacante entre 1686 et 1719, date à laquelle elle a été signalée en ruine. Vers 1850, David Mcintosh, dont le père avait acquis le manoir Havering à la Couronne en 1828, a construit le manoir Havering Park et mis en place un parc de 250 a à côté. Peu de bâtiments médiévaux restent à Havering. Il y avait des manoirs sur six sites, tous avaient été démolis ou reconstruits au XIXe siècle, y compris la maison Havering.
Il existait de nombreux manoirs dans cette zone, tous étant tenus du Roi. Dans la chapellerie de Hornchurch les principaux étaient Hornchurch Hall et Suttons, Bretons, Dovers, Gobyons Lee Garders, Mardyhe, Maylards Green, Nelmes, Reddan Court et Whybridge.
Dans la chapellerie de Romford les principaux étaient Giddea Hall, Marks, Stewards, Easthouse, Gobions, Bedfords, Redencourt, Goseys, Dagerhams et bien sûr Romford alias Mawneys.

### Le manoir de Romford
Le manoir de Romford ou Mawneys se trouvait sur le côté Ouest de la ville, s'étendant au Nord de High Street jusqu'à Collier Row. Il semble être originaire de 1200, lorsque le roi a accordé " le bois de Romford " à Roger Bigod, comte de Norfolk vers 1221, puis vers 1229 à Adam de Creting, qui le tenait de Roger Bigod. Le manoir comprenait alors 280 a. En 1280, Adam de Creting et sa femme Nichola ont accordé le manoir de Romford à Henry de Winchester, un juif converti. Il était alors évalué à 1/4 de peaux (frais de chevalier). Henry de Winchester est mort en tenant le manoir en 1299. Le manoir a ensuite été acquis en 1303 par le comte de Norfolk.
Lors de la mort du comte en 1306, Romford est passé à la Couronne en vertu d'un accord antérieur, par lequel John Bigod, frère du comte, avait été exclu de la succession.
Romford a alors été assigné à Thomas de Brotherton vers 1338, comte de Norfolk, puis il est passé à sa fille ainée Marguerite, épouse successivement de John Segrave, 4e baron Segrave, et de Wauthier de Masny.
Ce dernier l'a détenu jusqu'à sa mort en 1372, de lui le manoir a pris son nom alternatif (Manoir de Mawneys). Le manoir étant le caput (résidence du baron), il semblerait que depuis cette époque, le domaine et le manoir, soient devenus une baronnie féodale, non mentionnée dans l'enquête du Domesday Book de 1086, car créé après l'enquête, probablement vers 1372.
Le manoir est ensuite passé aux mains de Thomas de Mowbray, duc de Norfolk en 1399. Il était le petit-fils de Margaret. À sa mort, le manoir a été affecté en dotation à sa veuve Elizabeth vers 1425.
En 1412, le domaine de Romford d'Elizabeth de "Moyns" (Mawneys) était évalué à 14 livres. Il est passé à la mort d'Elizabeth de " Moyns" à son fils John de Mowbray vers 1432, puis à la veuve de John, Katherine.
Le manoir a ensuite été conféré à James, baron Berkeley, puis en 1488, il est passé aux mains de William de Berkeley, plus tard marquis de Berkeley. D'après le règlement de succession de 1488, il devait revenir à ses héritiers ou à défaut à Sir Reynold Bray. Après la mort du marquis de Berkeley, le manoir a été tenu par sa veuve Anne vers 1497, puis il fut dévolu à Maurice Berkeley (baron Berkeley), frère du marquis William de Berkeley.
Sans descendant et en vertu de l'accord de succession de 1488, le manoir fut transmis à Sir Reynold Bray en 1499. Sir Reynold Bray était un fonctionnaire proche d'Henri VII et il n'est pas impossible que William Berkeley ait acquis son marquisat grâce à son aide, d'où cette faveur.
Le manoir descendit ensuite vers le neveu de Sir Reynold, Edmund Bray (plus tard Lord Bray) vers 1510. Edmund Bray a vendu le manoir en 1523 à Thomas Wastell et Edward Barbour qui l'ont ensuite aliéné à Robert Fenrother vers 1424. Le domaine passa ensuite à la veuve de Robert Fenrother et après  sa mort à sa fille Gillian et son mari Nicholas Tycheborne. En 1538, Nicholas Tycheborne l'a aliéné ensuite à Robert Dacre. Robert Dacre est décédé en 1543 en laissant le manoir à son héritier, son fils Georges. Georges Dacre a transmis le manoir en 1573 à John Lennard de Cheverning, qui est décédé en 1591 et a laissé le manoir en héritage à son fils Samuel en 1612. Samuel Lennard vend le manoir à Francis Fuller vers 1637. Francis Fuller a également acquis Easthouse à Romford, ainsi que Downshall, Loxford et Wangey à Ilford.
Le manoir de Romford et le manoir de Easthouse sont ensuite descendus à Francis Osbaldeston vers 1648, puis à son frère Henry vers 1693, qui a vendu Easthouse et a donné Romford en héritage à sa fille Anne, qui l'a vendu à son tour à John Milner de Londres, qui l'aurait tenu de 1719 à 1732.
En 1758, William Lloyd et sa femme Elizabeth ont vendu le manoir à Richard Newman, qui l'a transmis à son petit-fils Richard Harding, qui prit le nom de Newman en 1783. Richard Harding Newman a également acquis le manoir de Nelmes à Hornchurch en 1781. En 1846, Romford, le domaine de Richard Harding Newman comprenait 265 a. Benjamin Harding Newman, qui a hérité de la succession en 1882, l'a mise sur le marché à la vente l'année suivante. Beaucoup de constructions ont alors été réalisées sur ce site comme le Club United Services.
Le nom survit encore à Mawneys Road.

### Époque moderne
En 1922, une loi britannique a permis de vendre le Lordship ou la baronnie féodale sans la terre, depuis cette date, la baronnie a connu plusieurs changements de propriétaires avant d'être rachetée par le baron Luc of Bramber.
Les axes routiers et l'ouverture d'une gare ferroviaire en 1839 ont été les clés du développement de la ville et l'histoire de Romford est marquée par une transition de l'agriculture à l'industrie, puis au commerce et au détail.
Englobé par la croissance suburbaine de Londres, Romford s'est étendu et sa population a augmenté. Romford est devenu un district municipal (municipal borough) en 1937 et fait partie du Grand Londres depuis 1965. C'est un des principaux centres de commerce, de loisir et de divertissement en dehors de Londres, disposant d'une économie nocturne développée.
Ford signifie « gué » en anglais ; le préfixe du nom signifie en vieil anglais « large » (comparez avec le mot en anglais moderne « room »).

## Transports
Romford est devenu un paradis pour les "commuters" travaillant dans la City de Londres. En effet, Romford est à moins de 30 minutes en train de la City et fait partie intégrante de la zone 6.
La ville est desservie par la gare de Romford sur la ligne du Great Eastern Main Line (Londres zone 6). Les trains font escale dans la station et sont exploités par Greater Anglia avec une haute fréquence d'arrêts entre Liverpool Street-Shenfield service. Il y a aussi un nombre limité de services de courriers express extérieure en direction de Southend-on-Sea et Clacton, la plupart du temps en dehors des heures de pointe. Une navette sur la ligne Romford to Upminster line connecte Romford à Emerson Park et Upminster. Romford est une plaque tournante de bus à Londres avec des services en directions de Canning Town, Stratford, Leytonstone et Dagenham, ainsi que des services de collectes à proximité de grands lotissements à Collier Row et Harold Hill. Il existe des services de bus de nuit à Stratford, Harold Hill et Paddington.
Le centre-ville dispose d'un très haut niveau de transport publics. Le tronc de la nationale A12 passe au nord de Romford tandis que la route A118 de Stratford se connecte avec l'A12 au coin Gallows au début de la route A127 en direction de Southend-on-Sea. La station de train de Romford accepte la Oyster card sans problème.

## Climat
| Mois                                     | Jan  | Fev  | Mar  | Avr  | Mai  | Jui  | Jul  | Aoû  | Sep  | Oct  | Nov  | Dec  |
| ---------------------------------------- | ---- | ---- | ---- | ---- | ---- | ---- | ---- | ---- | ---- | ---- | ---- | ---- |
| Temp. max. moy. / °C                     | 7,2  | 7,6  | 10,3 | 13,0 | 17,0 | 20,3 | 22,3 | 21,9 | 19,1 | 15,2 | 10,4 | 8,2  |
| Temp. max. absolue / °C                  | 14   | 16   | 21   | 26   | 30   | 33   | 34   | 38   | 30   | 26   | 19   | 15   |
| Temp. min. moy. / °C                     | 2,4  | 2,5  | 3,8  | 5,6  | 8,7  | 11,6 | 13,7 | 13,4 | 11,4 | 8,9  | 5,1  | 3,4  |
| Temp. min. absolue / °C                  | -10  | -9   | -8   | -2   | -1   | 5    | 7    | 6    | 3    | -4   | -5   | -7   |
| Précipitations moyennes / mm             | 53   | 36   | 48   | 47   | 51   | 50   | 48   | 54   | 53   | 57   | 57   | 57   |
| Nombre de jours de pluie                 | 14,8 | 10,8 | 13,4 | 12,7 | 12,5 | 10,5 | 10,1 | 10,9 | 10,5 | 11,6 | 14,0 | 13,2 |
| Source : Worldweather.org et BBC Weather |      |      |      |      |      |      |      |      |      |      |      |      |

## Personnalités liées à la ville
- Tony Adams (né le 10 octobre 1966), footballeur professionnel
- Michelle Dockery, actrice
- Frank Lampard, footballeur professionnel
- Jesy Nelson, chanteuse Little Mix
- Linda Newbery (1952-), écrivaine, est née à Romford.
- Ray Parlour, footballeur professionnel
- Jonjo Shelvey, footballeur professionnel

## Autres liens
- Havering Council
- Queen's Hospital
- Romford Raiders

## Sources
- (en) Cet article est partiellement ou en totalité issu de l’article de Wikipédia en anglais intitulé « Romford » (voir la liste des auteurs).